# 28457 Chloeanassis
28457 Chloeanassis è un asteroide della fascia principale. Scoperto nel 2000, presenta un'orbita caratterizzata da un semiasse maggiore pari a 2,3430246 UA e da un'eccentricità di 0,0834203, inclinata di 6,23662° rispetto all'eclittica.